# Esqui cross-country nos Jogos Paralímpicos de Inverno de 2014 - Revezamento 4x2,5 km aberto
O revezamento 4x2,5km aberto do esqui cross-country nos Jogos Paralímpicos de Inverno de 2014 foi realizado no Centro de Esqui Cross-Country e Biatlo Laura, na Clareira Vermelha, em 15 de março de 2014.

## Medalhistas
|  | RUS Rússia                                                            |  | UKR Ucrânia                                                                                            |  | FRA França                                          |
|  | Roman Petushkov Vladislav Lekomtcev Grigory Murygin Rushan Minnegulov |  | Olena Iurkovska Ihor Reptyukh Iurii Utkin Vitaliy Kazakov (guia) Vitaliy Lukyanenko Borys Babar (guia) |  | Benjamin Daviet Thomas Clarion Julien Bourla (guia) |

## Resultados
| Pos.              | Bib | Atletas | País               | Tempos                       | Total   | Diferença |
| ----------------- | --- | --- | ------------------ | ---------------------------- | ------- | --------- |
| Medalha de ouro   | 4   | Roman Petushkov Vladislav Lekomtcev Grigory Murygin Rushan Minnegulov                                      | RUS Rússia         | 6:40.9 5:24.7 6:29.7 5:47.5  | 24:22.8 | —         |
| Medalha de prata  | 10  | Olena Iurkovska Ihor Reptyukh Iurii Utkin Guia: Vitaliy Kazakov Vitaliy Lukyanenko Guia: Borys Babar       | UKR Ucrânia        | 7:52.2 5:39.9 6:09.8 5:36.0  | 25:17.9 | +55.1     |
| Medalha de bronze | 2   | Benjamin Daviet Thomas Clarion Guia: Julien Bourla                                                         | FRA França         | 6:24.4 6:11.9 6:32.4 6:21.6  | 25:30.3 | +1:07.5   |
| 4                 | 8   | Christopher Klebl Brian McKeever Guides: Erik Carleton, Graham Nishikawa                                   | CAN Canadá         | 7:45.2 5:19.3 7:32.2 5:15.2  | 25:51.9 | +1:29.1   |
| 5                 | 5   | Yauheni Lukyanenka Vasili Shaptsiaboi Guia: Mikhail Lebedzeu Yadviha Skorabahataya Guia: Iryna Nafranovich | BLR Bielorrússia   | 7:05.7 5:37.2 7:24.8 5:56.5  | 26:04.2 | +1:41.4   |
| 6                 | 6   | Kamil Rosiek Witold Skupien                                                                                | POL Polônia        | 7:05.6 6:43.7 7:09.5 7:02.8  | 28:01.6 | +3:38.8   |
| 7                 | 3   | Cheng Shishuai Du Haitao Liu Jianhui Zou Dexin                                                             | CHN China          | 7:53.8 6:50.9 8:07.7 6:33.4  | 29:25.8 | +5:03.0   |
| 8                 | 7   | Maija Järvelä Juha Harkonen Rudolf Klemetti Guia: Timo Salminen Lasse Kankkunen                            | FIN Finlândia      | 8:34.3 7:03.7 7:42.7 6:34.4  | 29:55.1 | +5:32.3   |
| 9                 | 1   | Augusto Perez Omar Bermejo Brian Price Kevin Burton Guia: David Chamberlain                                | USA Estados Unidos | 7:54.5 7:05.0 8:32.8 6:26.0  | 29:58.3 | +5:35.5   |
| 10                | 2   | Kairat Kanafin Guia: Dmitriy Kolomeyet Alexandr Kolyadin Zhanyl Baltabayeva                                | KAZ Cazaquistão    | 6:41.4 6:50.7 12:00.2 7:16.5 | 32:48.8 | +8:26.0   |

Legenda
| Recorde mundial      | Recorde mundial (World record)               |                       | Recorde africano                      | Recorde africano (African) |                                           | Q | Classificado por posição (Qualified) |
| Recorde olímpico     | Recorde olímpico (Olympic record)            | Recorde da América    | Recorde da América (Americas)         | q                          | Classificado por melhor tempo (Qualified) |   |                                      |
| Melhor marca do ano  | Melhor marca do ano (World leading)          | Recorde asiático      | Recorde asiático (Asian)              | DNS                        | Não largou (Did not start)                |   |                                      |
| Recorde nacional     | Recorde nacional (National record)           | Recorde europeu       | Recorde europeu (European)            | DNF                        | Não terminou (Did not finish)             |   |                                      |
| Recorde pessoal      | Recorde pessoal do atleta (Personal best)    | Recorde da Oceania    | Recorde da Oceania (Oceania)          | DSQ / DQ                   | Desclassificado (Disqualified)            |   |                                      |
| Recorde da temporada | Recorde da temporada do atleta (Season best) | Recorde sul-americano | Recorde sul-americano (South America) | NM                         | Sem marca (No mark)                       |   |                                      |